# Aeschynanthus hians
Aeschynanthus hians är en tvåhjärtbladig växtart som beskrevs av Charles Baron Clarke. Aeschynanthus hians ingår i släktet Aeschynanthus och familjen Gesneriaceae. Inga underarter finns listade i Catalogue of Life.